# Tengzhou
Tengzhou is een stad in de prefectuur Zaozhuang  in het zuiden van de noordoostelijke provincie Shandong, Volksrepubliek China.
Bij de volkstelling van 2020 had de stad 937.438 inwoners.